# 黃毓民
黃毓民（英語：Raymond Wong Yuk-man，1951年10月1日—，學名誼道，另有教主、癲狗、芒果佬等綽號，祖籍廣東陸豐，香港政治人物及時事評論員，前立法會議員，前成報社長及快報主筆，前珠海書院新聞及傳播學系專科教授兼系主任及香港中文大學校董，對中國歷史、文化、世界歷史及政治均有深厚的認識，尤其對台灣政治、歷史，兩岸關係，著名作家、知識份子、文化界人士，以及中國共產黨老左派元老，台灣泛綠、泛藍陣營等人士有深入的研究。亦曾在亞洲電視和商業電台擔任時事評論節目主持，現為普羅政治學苑主席及網上電台MyRadio的創辦人兼節目主持。

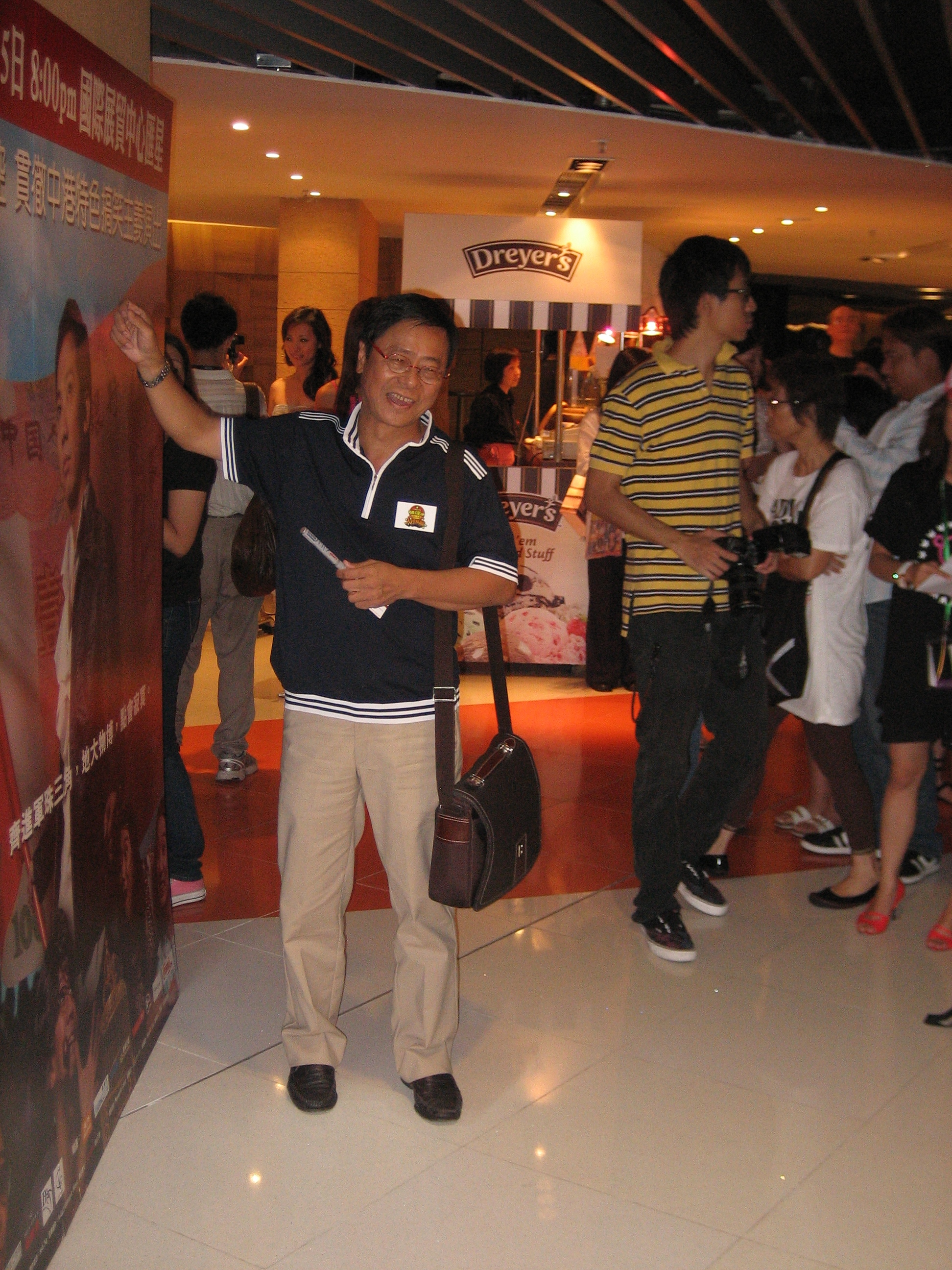
黃毓民參與公眾活動。

黄曾為激進民主派要員，先後於2006年、2010年和2011年創立社會民主連線、普羅政治學苑及人民力量。2008年，時為社民連主席的黃毓民當選為九龍西選區的立法會議員，後於2010年與公民黨聯合發動「五區總辭」並在補選當中成功重返立法會。2011年1月，黃毓民與社民連決裂，並與陳偉業等另組人民力量；2012年香港立法會選舉中，黃連任立法會議員。
2013年，黃退出人民力量，與泛民主派決裂，轉而支持本土派政團。黃在2014年雨傘革命中支持示威者一方，又曾在2016年立法會新界東補選中為本土民主前線梁天琦助選。黃在2016年香港立法會選舉作為熱普城聯盟一員參選，但最終敗選。
黃強烈反對中央政府、中国共产党及特區政府對香港的統治，因此主張「全民制憲，重新立約，實現真正『港人治港』」。黃在議員任期內對官僚權貴多有批評，並曾多次於議會與建制派議員、政府官員針鋒相對。他又引入多種議會抗爭模式，例如藉辭職補選發動「變相公投」，以「拉布」阻止「五司十四局」議案通過。
2018年，黃毓民將停刊多年的《癲狗日報》復刊，正式重回傳媒人崗位。及至2020年，因應港區國安法而移居臺灣至今。

## 早年
黃毓民祖籍廣東汕尾陸豐，出生於英屬香港一個民國派家庭。其父本為地主及國府治下的縣長，國共內戰末期國府潰敗遷臺、中共建政，其父因而南逃來港後從事苦力，曾居住於九龍寨城、鑽石山寮屋區、寮屋區等地。於福德學校就讀夜校小一下學期和於九龍城寨內一所天主教小學愛德華學校入學1年，1965年畢業於樂善堂橫頭磡學校上午校，同年獲派入讀當時校舍位於牛津道的天主教培聖中學，愛讀歷史、文學、哲學、經濟，鑽研馬克思，尤其愛讀中國近代史及研究，並且熟讀論語、古文、四書五經等。求學時期，老師賜名黃誼道，出自董仲舒「正其誼，不謀其利，明其道，不計其功」。
黃父與領導三合會組織新義安的國軍將領向前份屬同鄉好友，早在來港前即已於陸豐家鄉認識，故黃與向氏家族分屬世交關係密切。

## 傳媒生涯

### 傳媒事業
黃毓民於香港珠海書院（私立珠海大學）接受教育，榮獲新聞及傳播學系文學士及中國歷史研究所文學碩士。1975年大學畢業後，他先到香港大同中學任教中國歷史科，後於香港《工商日報》、《新知》、《星報》及《虎報》等報章任職記者，其間曾替一位暫時離職進修之友人於一間中學暫代中四歷史課。由於該中學學生頗頑劣，期間發生不少事端。根據其接受電台訪問所講，曾發生一幕「我擲粉筆，他回敬粉刷」之事，其後事件借用予周星馳主演的《逃學威龍》，成為其中經典的電影橋段，而他也因此特別疼愛一些頑皮和喜歡鬥嘴的學生，因為自己讀書時亦很頑皮和是愛玩之人。1980年代初中英就香港前途談判期間，黃於《快報》寫社論及專欄，同時擔任《中國時報》美州版香港版主任。1979年至1992年，他於珠海書院新聞及傳播學系任教，離職前為該系系主任，桃李滿門。在大學學位不足的1970、1980年代，珠海書院新聞及傳播學系為香港傳媒從業員最重要的培養地之一，大部份學生畢業後都身居要職。1990年為配合香港1991年直選（1991年香港立法局選舉），曾自資出版《檔案新聞雙週刊》。其後曾創辦癲狗日報及擔任成報社長。

### 主持電視節目
1993年，於香港亞洲電視與鄭經翰及陳耀南主持節目《龍門陣》。由於黃毓民反共立場鮮明，詞鋒銳利，責斥權貴，而獲市民認識，亦曾創下該電視台的高收視記錄。在《龍門陣》中，三位主持多次令應邀出席的議員、高官、富豪於鏡頭前洋相盡出。在香港回歸在即，港人回對前途感到迷惘，人心惶惶的年代，對社會不公無力反抗的歲月，黃、鄭、陳於《龍門陣》中的表現，開啟市民利用傳媒向政府、議員問責的風氣。由於節目言論火爆，並多番針對中共政府。因此，亞視在1994年12月25日底把節目「腰斬」停播。

### 捲入刑事毀壞案，被控傷人
1995年10月17日，黃毓民及電影界商人向華勝、向華波兄弟被警方拘捕。案情指10月1日凌晨在紅磡隧道口，兩輛汽車因切線發生爭執，其中一名司機被數名大漢圍毆。兇徒逃去，但現場遺留了黃毓民的手提電話。黃毓民、向華勝、向華波被帶往警署進行認人手續。當晚向華波被控傷人。黃毓民對記者聲稱認人手續不公道，因為自己知名度高、容易被認出，應該撤去單面鏡、面對面認人才公平云云。各界嘩然。為此，黃毓民開了記者會，公開表示在事件完之前，暫停主持電台節目與停止寫稿。10月25日，向華波被控教唆傷人，黃毓民被落案控告傷人，向華勝則無條件釋放。
此前，立法局議員詹培忠在會議上質詢康文署官員：「香港電台發現僱員牽涉黑社會，言論又反中，電台會如何處理？」10月20日《信報》出了一篇文章，指出詹培忠所言令人聯想到身涉刑事毀壞及傷人的黃毓民，並提及黃毓民與「著名電影商人」向華勝的關係。及黃毓民被落案控告，傳言甚囂塵上。黃毓民指責《信報》的報導嚴重損害其人格、名譽及信用，「並使不是黑社會成員的他頓成笑柄」，遂於12月底入稟法院控告《信報》及其總編輯沈鑒治誹謗，重申自己從來沒有參與黑社會，並要求法庭頒禁制令阻止再刊登同類誹謗文章。1996年3月19日，案件審結。代表黃毓民的是御用大律師李柱銘。李柱銘辯稱襲擊傷者的兇器是黃毓民的電話，但不代表是黃毓民拿電話傷人；而傷者只用一秒鐘看了一眼，沒可能看清楚襲擊者是黃毓民；又指雖然認人時認出黃毓民，但傷者在報案時的兩份供詞均沒有提過黃毓民的名字。主裁判官接納證供未足以定罪，黃毓民與向華波被撤銷控罪，當庭釋放。黃毓民對判感開心，黃毓民太太則謂無端花了大筆律師費乃「名人代價」。

### 創業辦報、欠債、節目主持、科網熱
1996年3月18日，黃獨資創辦以論政為主的《癲狗日報》，立場比《蘋果日報》、《信報》及《明報》等傳統泛民主派報刊更為激進；但其後因經營不善而倒閉，公司亦被清盤，他自己也欠下巨債。為還清債項，他同時於商業電台及無綫電視主持多個節目，並於多份報章負責專欄文章。
1997年亞洲金融風暴，黃毓民亦因豪賭股市，投機失利，而損失慘重。10月改辦《癲狗周刊》，該雜誌最終亦步《癲狗日報》後塵停刊。
1997年9月起至1998年7月，該季的賽馬轉播權由亞洲電視改為無綫電視轉播，黃毓民和周榮澤擔任每次賽事後的《賽馬結果》節目。
1998年，足球世界盃舉行，在亞洲電視與何守信擔任主持，並於同年6月起接替另一城中名嘴鄭經翰出任《港是港非》節目常任嘉賓。
2000年乘科網熱潮創辦《Cyber日報》而成為上市公司主席，炒股票。
2001年，科網股爆破，黃毓民又因股市投機失敗，而再度欠下巨債。《Cyber日報》被逼轉手，黃毓民辭去公司主席一職，專心於電台與報章專欄工作，並與妻子合營台式牛肉麵店。

### 義救失業自殺漢
2002年5月3日，一名企圖跳樓自殺的38歲失業漢提出要見「名嘴」黃毓民，警方遂致電到電台要求協助。其後黃在港島辦公室接獲電台通知後，立即駕車趕赴現場，然後由警方帶他上天台，向站在一張椅上的事主好言相勸。經過20分鐘勸說後，事主心情回復平靜，同時經過5小時的曝曬顯得體力不支，從椅上返回地面時雙腳發軟屈膝着地。黃扶着他並問候情況，其後救援人員上前協助，並且送水給事主飲用，然後將他送院觀察。

### 七一遊行
2003年7月1日，是香港特別行政區成立紀念日，泛民主派當天發起七一大遊行，有多達50多萬人參與。遊行後逼使行政長官董建華願意作小讓步，修改及抽起小部份基本法第二十三條立法中極具爭議性的條文，但原本支持的自由黨主席田北俊突然倒戈，辭去行政會議成員一職，其他自由黨及功能組別議員亦跟隨反對，董建華見大勢已去只好無奈撤回條例草案。事後節目主持人黃毓民和鄭經翰，及香港《蘋果日報》與《壹週刊》被合稱為「一報一刊，兩支咪」。

### 暫離香港
2004年3月16日，黃毓民於尖沙嘴金巴利道遇襲，香港警方拘捕兩名無業中國籍男子李國華與崔偉明。事發前，黃毓民的牛肉麵店與另一商台節目主持人鄭經翰的公司皆被潑紅色漆油搗亂。5月13日，黃毓民聲稱自己及家人受到中共及黑社會的生命威脅，打壓他們的言論自由，報基本法第二十三條的仇，還突然宣佈要離開香港。離開前，黃毓民曾多次在節目中引用英國詩人，约翰·多恩的詩句︰「沒有人是孤島……不要問喪鐘為誰而敲，喪鐘為你我而敲。」
黃毓民離港時只於電話中留下「身心俱疲、需要休息」數字作交代，便聲稱要離開幾年避難。在蔡子強暫代其主持商台節目《政事有心人》時，黃毓民亦曾在商台網上留言版簡短回應︰「人在做，天在看。」其後黃毓民僅離港一段短時間，曾把妻兒交託給新義安李育添照顧。
2004年6月2日，立法會議員何俊仁於立法會討論中表示，黃毓民與鄭經翰曾向警方透露他們受到黑社會頭子不斷滋擾和施壓，對方揚言受到國安部中某領導所委託，只要他們收聲，願意補償給他們。及後，黃毓民妻子亦表示有人曾揚言不希望於9月12日香港立法會選舉前在香港看見黃毓民。
2010年尾，社民連爆發內訌之際，蕭若元在香港人網節目爆料指黃毓民這段時間，共產黨曾派人與他進行秘密談判，共產黨說只要他肯收口不再批評共產黨，共產黨願意用3千萬港幣作報酬，蕭若元建議以黃毓民當年的經濟考慮，最好收下這筆報酬，但是黃毓民卻表示如果他收下的話，他就這一輩子都抬不起頭做人，所以拒絕收取3千萬港幣報酬。

### 返回香港
2004年9月3日，黃子黃特漢涉販毒被捕，並在黃特漢租住的一間賓館房間內，搜到懷疑用作吸毒之用的工具，其後被警方控告一項販運類似是危險藥物的物質罪，和藏有可供販賣危險藥物罪。
離港3個月後，黃毓民旋為解決長子的官司回港，並於10月9日出席香港電台第二台節目《清談一點鐘》。他在返港後不久，與俞琤達成協議，為商業電台主持每週一次的週末節目《不談風月》。黃毓民在很久之後接受訪問時說回此事，他說中共在香港用金錢和女人，對異議和民主人士進行拉攏、威逼利誘，行不通就會進而採取恐嚇，繼而生命威脅。黃毓民說，如果進入電梯看到有女人，一定馬上出來，以防她們抓爛自己衣服後，反過來誣蔑他。并声称在香港多名民主人士都遭到中共的恐嚇，很多人都知曉中共卑劣的恐嚇手段。中共恐嚇本人不行，就恐嚇妻子、家人，這段日子黃毓民及其家人的人身安全遭受到嚴重威脅。
2005年7月2日，商業電台突然與黃毓民提前解約，原定該晚播出的節目亦由新聞及公共事務部製作的《新聞一週》所取代。7月4日，黃毓民在香港電台節目批評商台突解僱做法，指商台副主席俞琤曾要求他不要批評電台，令他感到很不滿，對事件感到遺憾和悲哀。7月16日，泛民主派議員於遮打花園舉行「撐毓民名嘴之夜」燭光晚會支持黃毓民，表達對香港言論自由的關注，期間向市民呼籲成立民間電台。大會估計，至少五千人出席。警方表示 ，有一千八百人出席。

## 民主派時期

### 成立社會民主連線
2006年10月1日，黃毓民與梁國雄、陳偉業、陶君行等人成立了社會民主連線。社會民主連線選舉第一屆行政委員會，黃毓民成為首任主席，衛生服務界前立法會議員麥國風及醫學界前立法會議員勞永樂當選副主席。秘書長為黃大仙區議員、民主派壓力團體「前綫」前秘書長陶君行，副秘書長為前港大學生會會長、公民黨黨魁余若薇前助理鄧徐中；司庫為常委包括：立法會議員梁國雄、陳偉業，香港職工會聯盟副主席鍾松輝、香港浸會大學宗哲系教授陳士齊、東區區議員曾健成以及民運人士劉山青等。2010年1月31日，黃毓民宣佈為求社會民主連線進一步年輕化，不再連任主席，亦榮登社會民主連線「教主」。主席一職由陶君行接任。

### 成立MyRadio
2007年2月，黃毓民不滿當時的民主派網上電台人民台經常批評社民連立法會議員梁國雄，故與該台副台長梁錦祥另起爐灶，成立MyRadio。其後人民台停止運作，MyRadio成為香港其中一個最有影響力的網上電台。
一直至黃毓民當選立法會議員，MyRadio仍持續運作。該網台有接近十個節目，為黃毓民及其他年青社運人士創建了論政平台，同時也提供一些娛樂、消閒類節目。2015年9月MyRadio擴展規模，正式成立MyRadio二台。

### 2008年立法會選舉
2008年，黃毓民夥拍李偉儀參加2008年香港立法會選舉九龍西直選，爭取2012年雙普選、建議制訂全民退休保障和設立最低工資，結果以37,553票於該區第二高票（得票率18.18%）當選。黃毓民和社民連在選舉過程中不斷狙擊公民黨搶票，導致公民黨毛孟靜得票低於被中聯辦支持的梁美芬，此舉猶如社民連反幫建制派的梁美芬取得毛孟靜的該區最後一席，兩黨關係已經跌至冰點。立法會選舉落幕後，社民連黃毓民忽然欲與公民黨修好，立即在點算選票期間，主動呼籲大家應「不計以往仇怨，望冰釋前嫌，繼續合作」。毛孟靜落選後指出主要原因是因涂謹申的告急而落選，但表示不足以為怪，換了自己也會告急，反之對被同為盟友的黃毓民狙擊感到錯愕。

### 向曾蔭權擲香蕉風波
2008年10月，時任特首曾蔭權在香港立法會宣讀2008至2009年度行政長官施政報告時，黃毓民先後打斷曾蔭權發言，高呼不滿曾在長者生果金增加至1,000元的同時設入息審查的建議。立法會主席曾鈺成表示，若不停止，會要求退席，離開時黃毓民把香蕉擲向曾蔭權站立的主席枱前，是香港議會文化的首次，事後社會廣泛討論有關生果金及掟蕉事件。10月24日，曾蔭權對外表示為體現政府以民意為依歸，決定增加生果金，並擱置考慮設入息審查的做法。

#### 事件爭議及影響
從落實參選到進入議會，由於議員權力有限，所以承諾選民會向政府抗爭，結果黃毓民、梁國雄、陳偉業三人入到議會不足兩星期開始展開抗爭、「擲香蕉」、大罵高官、辛辣言論、替官員改綽號、帶示威道具進入議會等、笑說要搞快樂政治Happy Political，好像朗拿甸奴踢足球一樣，改變以往守舊的議會、政圈、社會政治生態。
2008年10月20日，在香港9月選舉期間支持公民黨、前政務司司長陳方安生，發表聲明譴責黃毓民的舉動譁眾取寵，將搗亂說成彰顯社會公義，搗亂可以推動香港社會發展，形容為「大錯特錯」。她批評社民連完全不尊重制度的行徑，這樣甚至會成為有人聲稱香港人未準備好民主普選的藉口，而她又希望不同黨派的議員一致拒絕這種行徑，以恢復立法會的尊嚴和權威。對此社民連發表聲明，指在議會內擲蕉抗爭非常合理，是為香港弱勢社群抗爭，並批評譴責社民連的陳方安生：「忽然民主，蠱惑人心，路人皆見，在殖民地時代已開始擔任政府高官，過去從來未曾為香港人爭取過任政治權益，現時行徑等同打壓社會公義。」
黃毓民向曾蔭權擲香蕉抗議後表明自己是為民請命，為無助的小市民發聲。民建聯等親共政黨聲稱有市民更建議立法會警告或譴責黃毓民，威脅會交由警方跟進。然而，立法會申訴部截至11月27日，一共收到425份的書面及電話意見，其中超過六成表示支持黃毓民議員的擲香蕉抗議行動。
黃毓民多次在特首問答大會中高聲抗爭而被身為民建聯黨員的立法會主席曾鈺成驅逐出議事廳。他「擲香蕉」的行為被批評會「教壞下一代」，把台灣議會暴力文化引入香港議會。

### 中大校董
黃毓民獲委任新一屆的香港中文大學（中大）校董，引起部份中大學生不滿。根據《香港中文大學條例》，中大校董會設有三名立法會議員代表，象徵有民意代表來監察大學的運作，不過這個是委任制度，各個政黨經過內部自行協調和角力後自行選出的，不作公開投票。校董雖然權責很大，可以管理和控制大學大小事務，但是沒有薪酬，立法會議員多視校董一職為閒職。按照香港立法會多年不成文的慣規（陋習），立法會各大政黨以俗稱「分餅仔」的方法分配席位，即是說先看各政黨在立法會的「勢力」，跟著按「勢力」的比例分配席位。另外报章刊登不具名学生指责黄毓民的公开信，指出爆發反黃毓民潮的起因：
- 第一是黃毓民是次委任為中大校董，是閉門造車，學生沒有表達意見權利或選擇校董權利；
- 第二是近日黃毓民「擲蕉」出位的所謂「野蠻文化」，學生擔心他會將不良的抗議文化帶到中大校園；
- 第三是黃毓民是非多多，可能會令到中大成為傳媒焦點，不勝其煩，形象受損；
- 第四是黃毓民對中大根本不熟悉，視校董如閒職，不認真看待工作；
- 第五是擔心他主觀色彩濃厚，胡亂挑戰中大的傳統，蔑視中大的價值[28][29]。

不過，隨後有中大學生，發表言論支持黃毓民，黃毓民在出席中大學生論壇時，亦獲得部份在場中大學生熱烈支持。

### 粗言諧音斥罵高官
2009年3月3日在立法會特別財務委員會會議上，社民連的陳偉業批評政府沒有派人到內地探望被公安扣留的港人，沒有盡政府責任。陳偉業多次指罵政制及內地事務局局長林瑞麟，然後自行離開會議廳。在他發言期間，另一名社民連成員黃毓民，在座位上不經意用「『仆街』啦快D去！」（『仆街』啦快點去）叫罵，其後又轉戰罵民主黨說：「你民主黨挖苦我，我當你『臭四』。」林大輝其後指出黃毓民講粗口，黃毓民反駁：「『臭四』不是粗口來的，林大輝不懂回家查字典吧！」（其實臭四即脾氣臭／差）翌日政務司司長唐英年致函立法會主席曾鈺成、內務委員會主席劉健儀及財務委員會主席劉慧卿，對事件表示深切遺憾。他批評部分議員不斷以粗暴的行動和語言衝擊《議事規則》；又不點名批評主持會議的劉慧卿沒有就此提醒有關議員，故促請立法會盡快採取有效措施防止類似行為再次發生。
2009年4月2日，黃毓民以普通話點名指責曾蔭權、曾俊華及特區政府做了「不該的事」：「你們這一群高薪厚祿的庸官，你們真的很『不該』啊！你們對我們幹了『不該』的事，讓我們變成了『poor guy』（可憐的人）！曾蔭權，你不該；曾俊華，你不該，特區政府，你們都很不該！」曾鈺成未有就黃的發言，作出干預。陳偉業在反對增加煙草稅作總結發言時，以廣東話發言，但再以普通話唸出「不該」二字指責政府，曾鈺成則以顧及即時傳譯的需要，希望他發言時不要使用混合語言。其後陳偉業再以普通話重複「不該」二字，但指自己普通話不好，改回以廣東話發言。曾鈺成並無裁決普通話「不該」為「非議會用語」。立法會秘書處發言人指，黃毓民以普通話發言，主席便以普通話來看待。事後黃毓民發言後向記者強調，並無講粗口或使用「非議會用語」，指「不該」在普通話中是十分普通，至於是否「食字」（諧音），則見仁見智。

#### 用仆街（不該）諧音
立法會主席曾鈺成前日裁定「仆街」二字為非議會用語後，社民連以另類的方式作出回應。
黃毓民長達十四分鐘斥曾俊華是庸官貪官發言均以普通話進行。在發言尾段，他指出，「現在已經是危急存亡之秋，你們這一群高薪厚祿的庸官，你們真的很『不該』啊！你們對我們幹了『不該』的事，讓我們成了『poor guy』（可憐的人）！曾蔭權，你『不該』；曾俊華，你『不該』；特區政府，你們都很『不該』！」儘管黃毓民在說「不該」的時候，發音近似粵語的「仆街」，但主席曾鈺成並未就他的發言作出干預。
黃毓民續指，曾俊華不但是庸官，更是貪圖安逸的「貪官」。但在黃毓民發言時，曾俊華並未在議事堂內。黃毓民解釋指，上星期首次講「仆街」這個用詞時是在不經意情況下脫口而出，然後就遭到輿論的圍剿， 黃毓民發言後：「強調自己無講粗口，我玩語言好聰明，我看你們怎樣裁決我。」他指「不該」一詞在普通話中十分普通，是否「食字」（玩諧音），則見仁見智；但他認為自己的發言「溫文爾雅」，是最好的議事發言樣辦。在其後辯論廢除增加煙草稅決議案時，黃毓民先後提及「狗噏」及「ＰＫ」這些粗俗的用詞，但曾鈺成亦沒有作出裁決。黃毓民解釋指，上星期首次講「仆街」這個用詞時是在不經意情況下脫口而出，然後就遭到輿論的圍剿。
該黨主席黃毓民在昨天的立法會財政預算案二讀辯論中，選擇以普通話發言，並六次說「不該」，點名指責特首曾蔭權、財政司司長曾俊華及特區政府做了「不該」做的事情。立法會主席曾鈺成並未就他的發言作出干預。

### 發動「五區公投」

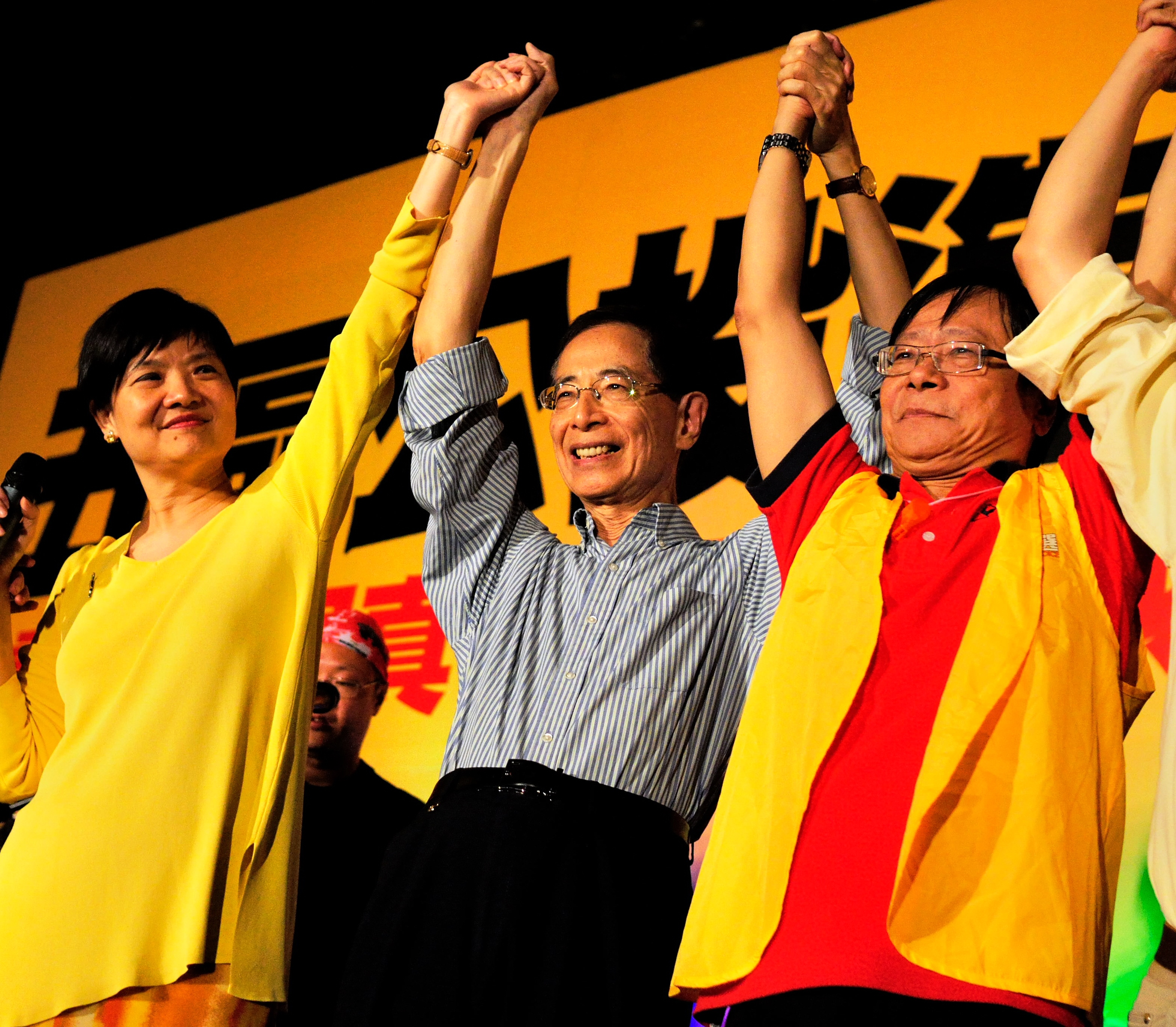
（左起）余若薇、李柱銘和黃毓民等在2010年五區公投爭取真普選大會上。

2010年1月27日，黃毓民連同其他四名議員，包括陳淑莊、梁家傑、陳偉業、梁國雄，辭去立法會議員職務。再參加補選，因香港並沒有公投法，他們要借補選讓全港市民進行一次變相「公投」，公投議題為「實現真普選，取消功能組別」，為香港政制改革、功能組別的存廢表態。 
1月9日黃毓民在香港電台節目《對人對話張寶華》中表示，假如五區請辭在投票率只有兩至三成，即使補選後他能返回議會，也會再次辭職，並聲言「做人要有廉恥」。
4月7日，黃毓民宣佈競選2010年香港立法會地方選區補選中的九龍西議席。
5月16日，黃毓民以60,395票（得票率67.77%）當選再度當選，重返立法會。五區請辭投票率只得17%，但黃沒有按先前在電台節目《對人對話張寶華》中所作出的承諾而辭職。他辯稱指當時的承諾是基於假設建制派會參與是次選舉，其後建制派杯葛選舉，投票人數自然大跌，客觀環境條件已大變，因此不能因當時承諾而放棄議席。
運動其間，黃毓民總辭交信前一天，其長子在大陸涉嫌藏毒被公安拘捕﹐拘留至今。不少人質疑黃會否因此投鼠忌器，出賣香港人。

### 成立普羅政治學苑
2010年6月28日成立了普羅政治學苑，由黃毓民擔任主席。

### 宣佈退出社會民主連線
2011年1月23日，在倒動一人一票倒閣運動失敗後，社會民主連線創黨主席黃毓民和元老陳偉業正式宣佈退黨，兩人出席「社民連非當權派集思會」時呼籲黨員改為支持由多個團體合組的階段性組織「人民力量」。不滿社民連主席陶君行主導的當權派的三宗罪，第一是路線之爭，未有狙擊2010年支持政改的民主黨；第二是擅自將社民連註冊為有限公司；第三是將路線分歧變為敵我矛盾，例如對捲入涉嫌強姦案的任亮憲未審先判。黃毓民稱對社民連內的「派系鬥爭」演變為無法改變的「敵我鬥爭」﹐而自己卻對於被前手下打敗感到悲哀。
退出社民連後，黃、陳二人與梁國雄及社民連其他黨員反目，又曾多次於自己的網上電台MyRadio強烈批評他們，黃又指責梁及其他領導層未有聽從他的勸告，私下收取壹傳媒創辦人黎智英的捐獻。

### 立法會拉布戰
自從2010年社民連及公民黨發起《五區總辭，變相公投》後，政府開始制定規則限制議員請辭再參選。當時，立法會在建制派佔多數的情況下，制定的《立法會議席出缺安排議案》草案預測會獲得通過。但黃認為泛民議席不夠過半，但只要充分運用議事規則，亦可迫使政府收回草案。2012年5月，人民力量議員黃毓民及陳偉業提出1,307項修訂，以「拉布」拖延表決時間，希望令《立法會議席出缺安排議案》的條例草案二讀及三讀無法獲得通過，迫令政府收回。5月2日立法會會議，拉布戰展開，雖然民主黨、公民黨、工黨表態不支持拉布,但在不列席會議下同樣對拉布有利，因為人數不足會造成流會，令辯論需押後繼續。黃毓民、陳偉業、梁國雄在辯論期間多次要求點算議會出席人數，令會議暫停超過20次，至晚上十時才通過二讀。5月3日早上九時復會，陳偉業隨即要求點算人數，在泛民20人離場抗議和建制派十多人缺席下，當時的立法會主席曾鈺成宣佈流會，1,307項修訂辯論尚未展開。
2012年5月9日公民黨要求押後議案但遭否決。5月10日復會，黃毓民宣布拉布戰正式展開，1,307項修訂辯論開始，每項修訂三人輪流接力發言15分鐘。由於多名泛民議員缺席，因此建制派三十多人要時刻齊集避免人數不足流會。期間拉布三子多次在發現會議室不足法定30人，便要求點人數，前後至少達13次，拉布期間，黃毓民不斷引經據典，更模仿時任中華人民共和國國務院總理溫家寶的腔調刻意放慢發言速度，令建制派議員不滿，及至傍晚，包括三司在內的各問責官員、行會成員先後到立法會為建制議員打氣，以示政府支持。是日最終於傍晚再度因人數不足而宣佈流會。5月16日建制派議員通過要求通宵開會，企圖以長時間拖垮拉布議員的體力，是日黃毓民因眼疾缺席，鄭家富議員加入拉布戰，令拉布議員維持三人。場外有過千人集會包括支持及反拉布的市民。會議由中午開至深夜。工黨議員李卓人、何秀蘭等不憤建制派議員以人多欺壓少數，以不人道的長時間會議方式消耗拉布議員的體力，宣布加入拉布陣營，而黃毓民亦於凌晨重返議會，令形勢大變。之後主席曾鈺成遂引用《議事規則》第92條，中止議員發言辯論，腰斬拉布，1,307項修訂只討論了少於一半，人民力量隨即向主席曾鈺成提出不信任動議。
7月16日雖然拉布戰一直進行至立法會會期完結，但除了五司十四局政府改組方案，所有法案都能夠通過。立法會休會後議員黃毓民及陳偉業宣布拉布成功。立法會休會後，主席曾鈺成在某節目中表示黃毓民陳偉業進行的「拉布」不算是議會暴力，認為那是誇張的說法。

### 2012年立法會選舉
2012年，黃毓民夥拍嚴達明、周峻翹、劉鐵煒，再次參選立法會選舉九龍西直選，以38,578票（得票率16.62%）當選。

### 2013年反對芦山地震撥款
2013年四川芦山地震後，《南華早報》網上民調發現92%香港人反對香港立法會批出對芦山地震的捐款，儘管在建制派議員支持下以37/60票批出1亿港元捐款。4月24日立法會財委會上，黃毓民拒絕批出對芦山的捐款的發言「血浓于水？酒浓于水吧」在微博上熱傳，成為名句；影片在優酷網一周內有237萬觀看並90%讚好，《環球時報》海外版承認微博上普遍都贊同黃毓民，儘管小部分人感到冒犯。撥款後，《環球時報》社評回應黃毓民「实事求是说，内地并不缺1亿港元，社会上希望港府向雅安捐款的人，更看重的是香港对内地受灾同胞的情谊」。；《人民日報》頭版刊文，指黃毓民等「23票反對票值得重視及反思，認為機構應拿出脫胎換骨改革勇氣，加速形成透明體制及監督制度，以行動挽回信心與支持。」
黄毓民亦提及2010年8月甘肃舟曲泥石流洪災後香港援建的社会福利院下落不明，天水市侨务办馬上到現場督查，發新闻稿指福利院在2012年3月15日施工，预计2013年6月竣工。

## 轉向本土派

### 退出人民力量
在2013年5月13日和16日的網台節目「毓民踩場」中，黃毓民指人力主席劉嘉鴻早前撰文認同真普選聯盟有關提名委員會方案，是完全背棄人力政綱，表示道不同不相為謀。2013年5月20日，黃毓民宣佈退出人民力量立法會黨團、人民力量執行委員會及民主倒梁力量。人民力量黨團召集人陳偉業說感到非常驚訝，陳相信與3月份發生的蕭若元、黃毓民之間的恩怨情仇有關，希望能盡快與黃溝通，了解其退黨原因。陳偉業更直言，黃毓民作為人民力量主要旗手，退出帶來重大打擊，會削弱民主抗爭力量。 主席劉嘉鴻認為，黃退出，對人力未來發展有深遠的影響。人民力量召開執委會決定挽留黃，相信黃退黨只是誤會，望他能回心轉意，惟黃不接受人力執委的挽留。自此之後黃毓民經常在網台熱血時報公開批評泛民主派，認為他們未有堅持「激進派」的作風，又斥他們並不站在本土立場上議政，是「左膠」。

### 「非法集結」罪成
黃毓民和陳偉業於2011年七一遊行結束後當晚，帶領支持者佔據中環中銀大廈對出行車線，被裁定非法集結罪名成立，於2013年5月21日被法院判刑，黃毓民被判監6周，緩刑14個月，陳偉業被判監5周，緩刑12個月，另兩人罰款4800元。黃表示示威遊行是抗爭，集會是和平理性，認為有關判刑是「政治撿控」，於是提出上訴。2014年5月20日黃陳二人上訴得直，改判罰款四千八百元。黃毓民指，是次非法集結的刑罰由緩刑減到罰款，成為其中一宗案例，對準備參加佔中的市民是好事，讓他們即使被定罪亦不用受太嚴重的懲罰。

### 汽油彈言論
香港時任政務司司長林鄭月娥2013年12月9日出席政制事務委員會特別會議，闡述政改諮詢文件時，普羅政治學苑黃毓民表示，若政府繼續假諮詢，「唔係掟你雞蛋，就嚟掟你汽油彈喇（不是向你擲雞蛋，快向你擲汽油彈了！）」。林鄭月娥回應，不認同黃毓民的言詞，又指若黃的言論令他們覺得人身安全受威脅，會採取適當行動。時任行政長官梁振英亦聯手批評立法會議員黃毓民有關「擲汽油彈」的言論，指具有刑事恐嚇成分。
黃毓民回應時澄清，其言論只是提示官員民情已經升級，並非自己會投擲汽油彈，又指不會收回有關言論。黃毓民解釋時指出，當時是指政府假諮詢，蓄意欺騙香港人，激發矛盾，並非指自己會投擲汽油彈。他說，現時民怨已不斷累積，若政府施政繼續倒行逆施，他認為有朝一日不只會投擲雞蛋，有可能會投擲汽油彈(最終此預言於2019年反修例風波中實現)，意思是批評政改諮詢是假諮詢，導致民怨升級，這是對政務司司長林鄭月娥的「溫馨提示」，批評傳媒扭曲他的言論，斷章取義，又強調不會收回有關言論。

### 司法覆核被駁回
黃毓民議員針對2014年6月立法會財務委員會審議新界東北前期工程撥款，不滿主席吳亮星大幅修減其多項臨時動議而決定撤回，及指控主席強行通過議案表決，一再上訴申請司法覆核推翻財委會的決定。2016年1月22日，上訴法庭駁回黃毓民議員將上訴延期的申請，並需向時任財委會主席的答辯人吳亮星及張宇人支付7萬元訟費。上訴庭頒下書面判詞，指法庭不會干預立法機關的內部事務，又說毫無疑問，財委會主席有權終止辯論及將議案付諸表決，但其權力是否受到財委會議事規則的制約，並非法庭的事務。

### 向梁振英擲玻璃杯事件
2014年7月3日行政長官梁振英出席立法會答問會時，遇到泛民議員示威，期間黃毓民先向梁振英拋擲文件，再拋出一個玻璃杯，玻璃杯在梁身後著地爆裂。事後黃毓民指目的是要羞辱梁振英。
特首辦就事件報警，中區重案組接手調查，並將案列為普通襲擊案處理，同時繞過通知立法會主席及行管會，派員到立法會議事廳搜證。
2015年8月17日上午，警方正式就疑似擲杯案以普通襲擊起訴黃毓民。翌日黃毓民到警署拿取被控通知書，中區警署外接近100名支持者聲援。黃在警署外稱會徵詢法律意見，但不會請律師，因為希望親自盤問梁振英及其他官員。案件於10月正式開審，其中控方傳召30位證人，包括行政長官梁振英及立法會議員黃定光。
2016年10月25日，裁判官指黃毓民行為既暴力，也不文明，「此風不可長」，而投擲玻璃杯傷害性較大，須判以阻嚇性刑罰，而被告沒有求情，也無悔意，官認為不宜判感化令或社會服務令。黃在自辯時否認向梁振英擲玻璃杯，稱只是水杯飛脫。最終，黃毓民罪名成立，被判入獄兩星期。黃毓民以5000港元保釋等候上訴。裁判官在宣判後離場，黃的支持者即在庭上叫罵「要還㗎！（要還的！）」、「死全家！」等字眼。
2018年9月27日，香港高等法院原訟法庭裁定黃毓民上訴得直，定罪及判刑撤銷。

### 佔領運動
2014年9月28日，和平佔中、學聯、學民思潮等多個團體發起佔領運動，佔據金鐘政府總部外圍一帶，以表達對於行政長官梁振英的不滿，並抗議全國人大為2017政改方案而設的特首候選人篩選框架。當天下午，大批示威者佔領金鐘、中環及灣仔一帶，是次示威演變成雨傘革命。警方施放催淚彈，令示威者分散到灣仔、旺角集結。示威一直持續至12月11日，期間發生多次激烈衝突，包括多宗流血事件，亦有多宗警員濫用暴力事件。
黃毓民對佔領運動立場與一般泛民主派不同。在9月28日前，他及與其關係密切的熱血公民皆反對由泛民主導的和平佔中。不過9月28日後他亦支援雨傘革命，並高度評價年青人、學生的表現。黃主要出現在衝突較激烈的旺角佔領區，與由泛民主導的金鐘佔領區分道揚鑣。而他本人亦反對泛民、佔中及雙學過份被動的「和理非非」手段。11月29日多名蒙面示威者暴力衝擊立法會大樓，黃亦未有隨其他泛民主派議員高調與暴力事件劃清界線，反而批評泛民主派消極退縮的態度。
黃毓民、多位學生領袖及多位泛民主派領袖同年12月因被指涉嫌主導是次非法集結被警方拘捕。

### 詢問梁振英「幾時死」
2015年10月22日，黃毓民在行政長官答問會上進行質詢時，表示有許多選民希望其詢問梁振英「幾時死」（何時逝世）。工聯會議員黃國健隨即指黃毓民冒犯梁振英，最後立法會主席曾鈺成允許該問題，並且認為行政長官能夠回答。前特首梁振英引用《七律和柳亞子先生》「牢騷太盛防腸斷」一句作為回應，同時祝賀黃毓民健康長壽。

### 支持反走私行動
佔領行動完結後一直有多件零星的群眾運動發生，如以購物為由流動佔領街頭以表達對於政改方案不滿的鳩嗚活動。部份事件出現激烈警民衝突，亦使多人被捕。2015年上半年，熱血公民、香港復興會、本土民主前線等本土派組織舉行多次反水貨客遊行，抗議大量水貨客來港買日用品導致新界多處貨物短缺、物價急升和阻街等問題。當中出現不少肢體衝突，一些蒙面示威者闖入商場，指罵遊客，甚至腳踢路人的行李箱，多人被捕。
事後不少聲音批評相關行為，包括多名泛民主派議員。其後陳偉業、梁國雄、毛孟靜等泛民議員召開記者會，呼籲停止暴力行為，「勿忘初衷」。陳偉業更在記者會上不點名指有人「龜縮」，煽動青少年進行暴力行為。黃毓民卻未有跟隨泛民議員，反而公開表示「反水貨客青年做得冇錯」，認為「自己香港自己救」，香港人是逼不得已才採取激烈但有效的行動自救。
雖然不少人批評有關行為不文明，但在連串激烈示威後，中央宣佈收緊深圳居民一簽多行的政策，規定他們一年最多只能到港52次。

### 新界東補選為梁天琦助選

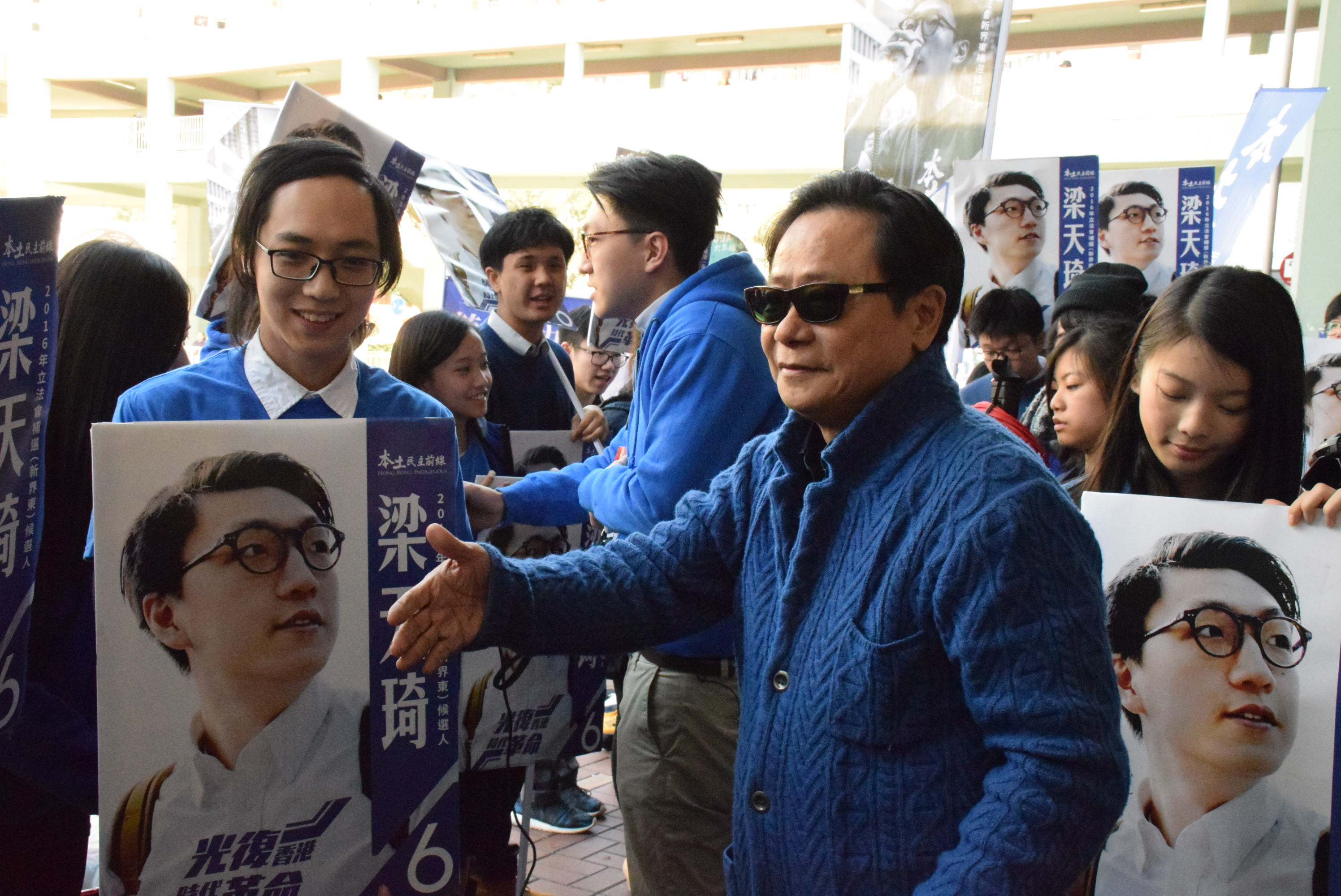
時任立法會議員黃毓民為本土民主前線6號候選人梁天琦助選。

在2016年香港立法會新界東地方選區補選中，黃毓民全力支持本土民主前線6號候選人梁天琦。
黃毓民所屬的政治團體熱血公民、普羅政治學苑對於選舉事務處此等形同政治審查的決定，黃毓民決定全力支持梁天琦之選舉工程，並開設數十個街站為梁天琦助選，並呼籲市民穿著藍衫前來街站工作。
結果本土民主前線梁天琦獲得66,524票，高票落選。

### 「五區公投，全民制憲」運動
熱血公民、普羅政治學苑和香港復興會合力推動「公投制憲運動」，整個運動目標為再推公投，令公投和自決成為常態，成為常態後必然令香港推向自主和獨立。同時，令修改《基本法》成為選舉政治無法迴避的議題。
推動「全民制憲」乃黃毓民從政多年的願望，從組織社民連開始，毓民所參與的不同組織也以「全民制憲」為綱領，致力推動本土民權運動。

#### 歷史
黃毓民在2010年發起「五區總辭」，爭取「盡快實現真普選、廢除功能組別」作為選舉議題，可惜在建制派和民主黨的杯葛下未竟全功，但黃毓民仍堅持於不同的領域上宣揚「全民制憲」的願景。
2013年5月20日，黃毓民宣佈退出人民力量立法會黨團、人民力量執行委員會及民主倒梁力量。同年7月，黃毓民所屬的政治團體普羅政治學苑和熱血公民舉行「全民制憲起動大會」，向外界表達重寫《基本法》對香港未來發展之必要。
2014年，黃毓民於立法會提出「全民制憲，重新立約，實現真正『港人治港』」動議。
2016年，黃毓民決定聯同熱血公民和香港復興會組成聯盟熱普城參選立法會，推行「五區公投、全民制憲」，制憲運動收集民間對現行《基本法》的意見後，將推動修改憲法；若五人皆當選，五位議員屆時將發動五區辭職補選，以民間制定的憲法為議題發動變相公投，重寫香港憲法，令《基本法》成為真正保障港人利益的憲法。

### 敗選過後
2017年4月14日，黃毓民撰文表示不會參與立法會補選，並表明將告別政壇。
在2018年初與梁錦祥宣布，停刊多年的《癲狗日報》以電子版形式復刊，復刊日期為2018年3月18日，其後網上版《癲狗日報》於2022年1月3日再度停刊。 現時他專注於普羅政治學苑以及MyRadio事務，惟兩間公司的會址已在2021年6月搬遷。

### 移居臺灣
2020年9月中旬，黃毓民以妻子身體欠佳，將在臺灣動手術為由，離開香港飛抵桃園國際機場，並長居妻子位於板橋的家。截至2022年，黃毓民仍身處臺灣，並設立錄影室錄製MyRadio節目，亦取得中華民國護照。

## 家庭生活
黃毓民妻子江金滿是台灣閩南人，在港曾負責打理台式牛肉麵店「毓民牛肉麵」小生意，主要售賣台式小吃。訪問談及黃的家庭生活：「你太太也未有想過自己要嫁一個背景又複雜的男人，又可以能與你經歷這麼多事情，會打老婆嗎？」黃笑言：「我所認識的鶴佬、潮州佬（潮州人）很多都是脾氣暴躁，父親會打老婆，但我自己卻是被老婆打的，與她吵架自己會找死。」她的父親在日治時期幫助日本人做事，出世不久父親便去世，其家人經營麵包店，生於小康之家，十兄弟姊妹中她是排行最幼、是幼女。兩夫妻結婚將近三十年，其妻在台灣人脈也很廣。
育有三名兒子，由族譜排行分別為長子特漢（原名特禮，1982年出生）、次子特舜（1984-2020）、幼子特孝，第一名孫兒（特漢之子啟聖）在2008年出生、另一名孫兒（特舜之子守一）在2016年出生。其三名兒子都具有語言天份，能操粵語、閩南語、潮州語、普通話、英語，黃毓民本身自己也能說鶴佬話（即海豐語，福佬話）。黃表示以前管教兒子深信一句話棒下出孝子，長子打得最多，但後來明白是不行的，愈打愈頑皮，長子較為麻煩，但都已經長大，兒子也有一個，有了自己家庭，不會管的了，三名兒子中最擔心的是長子，有少少抑鬱症。
2020年1月11日晚上8時，黃毓民在社交網站發帖指次子特舜在美國突然逝世，未有透露死因。

## 軼事

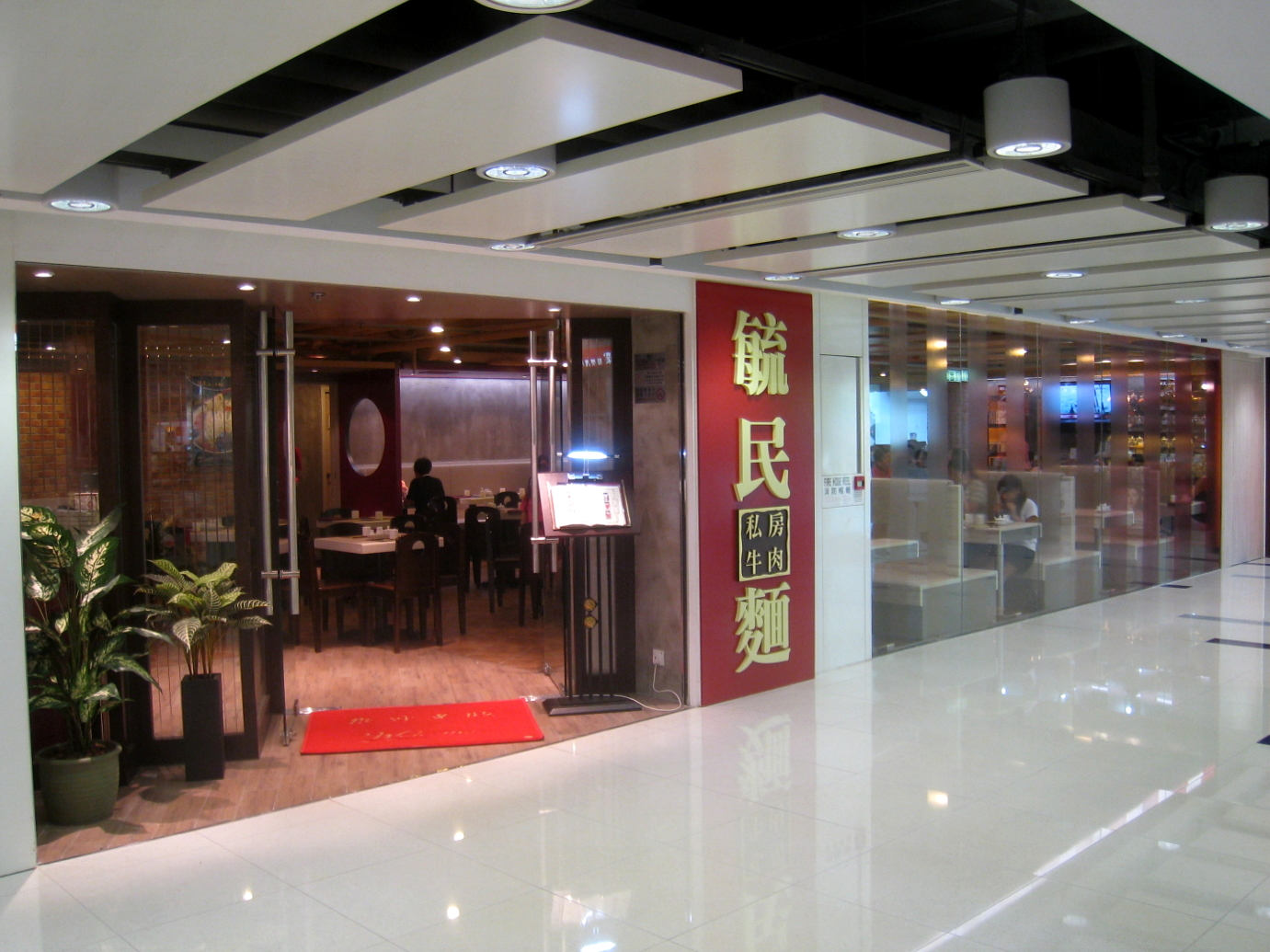
毓民私房牛肉麵在九龍城廣場分店（2009年）

- 黃毓民外出時經常會帶著一本書，以便閑時閱讀；又常與作家倪匡通電話，笑談社會百態、生活點滴。倪匡亦曾為黃毓民的網台節目做嘉賓。[來源請求]
- 他和太太經營的毓民私房牛肉麵旺角分店因店舖租金上升而結束營業，2011年其它的毓民私房牛肉麵全部結業。他在周刊訪問中透露因太太「憂心家事，沒有心情」而且利潤微薄，在九龍城廣場的毓民私房牛肉麵已停業[63]。
- 黃毓民在《毓民踩場》中透露：「食物及衛生局局長周一嶽遇見黃毓民患上眼疾，上前問候時，黃毓民笑言『自己會到公立醫院看眼科醫生，你不會弄盲我的嗎？』被周一嶽即時幽默回應『我不會弄盲你，我只會毒啞你。』」
- 2012年時，黃毓民於行政長官答問大會中公開稱梁振英為「689」，自此「689」成為香港市民稱呼由「小圈子選舉」產生的梁振英的代號[64]。
- 黃毓民與香港演藝圈許多藝人私交甚篤，其中王宗堯、杜汶澤、鄭敬基、王喜乃至香港電影金像獎影帝黃秋生等都曾於MyRadio的節目《毓民會客室》擔任嘉賓。
  - 黃毓民與已故馬評人及演員董驃可謂亦師亦友，董逝世後，黃毓民為其扶靈。[65]
  - 已故樂壇天后梅艷芳生前與黃毓民非常友好，梅病逝後，其訃聞乃由黃毓民向新聞界發布。[66]
  - 著名導演杜琪峰曾有意請黃毓民擔任演出《文雀》其中一個角色，但黃毓民擔心自己演出後將被中國電檢審查。為免為他一個人連累到整部電影無法在中國市場上映，他因而婉拒，最終該角色改由盧海鵬飾演。
  - 著名導演杜琪峰曾因擲蕉事件對黃毓民太太笑說表示：「使唔使送蕉畀毓民，你老公掟蕉掟得咁型。」[67]
  - 情色電影《3D肉蒲團之極樂寶鑑》的監製蕭定一曾想要找黃毓民為其中一個角色（應為何華超飾寧王）配音，黃毓民對監製笑言拒絕：「我堂堂一個立法會議員，怎能要我配情慾電影？」之後並自嘲：「當上立法會議員真慘！很多東西都不能做。」[68]

## 大氣及網絡電台主持

### 商業電台雷霆881
- 《成人知己》（1994年）
- 《毓民七鐘聚》（1995年，逢星期一至五19:00）
- 《傳媒監察力》（1995年－2000年）
- 《政事有心人》（1995年－2004年5月，逢星期一至五19:00）
- 《不談風月》（2004年10月－2005年7月，逢星期六23:00－00:00）
- 《毓民星期天》 （2001年－2003年，逢星期日) [69] [70]

### MyRadio
- 《毓民踩場》（2007年2月－現在，逢星期一及星期四22:00－23:00）[71]
- 《歷史在笑（壹）五四運動》（2013年1月－12月18日，逢星期三）
- 《大香港早晨》（2014年3月17日－2017年3月31日，與熱血時報聯播，逢星期一至五08:00－10:00，Myradio於2017年3月31日起取消聯播）
- 《毓民踢爆》（2016年10月12日－現在，YouTube、Facebook直播，逢星期一至五不定時）
- 《毓民會客室》第一季（2017年2月4日－5月6日 逢星期六22:00－23:00）
- 《歷史在笑（貳）容共與清黨》（2017年5月20日－現在，逢星期六22:00－23:00）
- 《今晚開你波》（2017年8月15日－現在，逢星期二21:00－22:00）
- 《那些年》（2017年12月－現在，逢星期六23:00－23:30）

### 東網電視
- 《可大可小》、《毓民踢爆》（2008年5月－？）
- 《毓民特區》 （2018年－2022年）

## 影視作品／脫口秀

### 電影演出
| 年份   | 電影                       | 角色                 |
| ------ | -------------------------- | -------------------- |
| 1996年 | 《港督最後一個保鑣》       | 警務處處長           |
| 2003年 | 《戀上你的床》             | 雜誌總編輯           |
| 2003年 | 《六樓后座》               | 客串                 |
| 2004年 | 《天作之盒》               | 病人                 |
| 2004年 | 《女人那話兒：男人這東西》 |                      |
| 2006年 | 《大丈夫2》                |                      |
| 2006年 | 《寶貝計劃》               | 綁架的聯絡人（七叔） |
| 2009年 | 《三條窄路》               |                      |

### 電影配音
| 年份   | 電影               | 角色                             |
| ------ | ------------------ | -------------------------------- |
| 1997年 | 《小倩》           | 白雲大師                         |
| 1999年 | 《小鞋子》         | 校長                             |
| 2003年 | 《海底奇兵》       | 鯊魚大舊                         |
| 2005年 | 《七劍》           | 晦明大師（鑄劍高人，天山派宗師） |
| 2009年 | 《我女友係零零七》 | 頂頭上司                         |

### 電影出品人
- 一千零一夜之夢中人（1995年）
- 追女仔95之綺夢（1995年）

### 電視節目主持、配音
| 年份        | 電視節目                         | 廣播單位         |
| ----------- | -------------------------------- | ---------------- |
| 1993-1994年 | 《龍門陣》                       | 亞洲電視         |
|             | 《新龍門陣》                     | 香港有線電視     |
| 1995年      | 《萬眾同心公益金牽手連心為公益》 | 無綫電視         |
| 1995-1996年 | 《城市追擊》                     | 無綫電視         |
| 1996年      | 《發發發，發到飛起！》           | 無綫電視         |
| 1998-1999年 | 《港是港非》                     | 亞洲電視         |
| 2006年      | 《黃毓民中國歷史評說系列》       | 香港有線電視     |
| 2014年      | 《低俗講波團》                   | 無綫網絡電視19台 |

### 棟篤笑
- 2003年 毓民棟篤笑之少理老懵自求多福 (2003年10月-紅磡體育館)
- 2007年 毓民棟篤串
- 2009年 毓民棟篤串之尋找不該的故事 (2009年8月21日起「北美巡迴演訪之旅」)
- 2010年 毓民棟篤串之尋找不該的故事II 夠膽做 (2009年12月6日-紅磡理工大學賽馬會綜藝館)
- 2010年 毓民棟篤串之尋找不該的故事III 消滅黃毓民？(2010年7月17日-柴灣青年廣場Y綜藝館)
- 2011年 毓民棟篤串之尋找不該的故事IV 票債票償 (2011年2月26日-柴灣青年廣場Y綜藝館)
- 2011年 毓民棟篤串之尋找不該的故事V 人民力量VS道德高地 (2011年10月22日-尖沙咀華懋廣場地下戲院A影院)
- 2012年 媽媽聲愛你(香港人網主辦，與蕭若元、人民力量成員合演) (2012年5月12日-灣仔伊利沙伯體育館)
- 2013年 雙黃棟篤串之勿通匪類 (與黃洋達合演)(2013年2月9日-灣仔伊利沙伯體育館)
- 2016年 雙黃棟篤串 (與黃洋達合演)(2016年6月19日-ClubOne九龍半山Hall A及Hall B)
- 2019年 毓民棟篤串2019之我講故我在I'M STILL HERE (2019年2月9日至10日-九龍灣國際展貿中心展貿廳2)

### 歌曲
- 發到飛起（與張玉珊、魯文傑、區帶娣合唱）(1996)

## 主要書籍
（页面存档备份，存于）
| 書名                                                       | 出版社              | 出版年月   | ISBN                    |
| ---------------------------------------------------------- | ------------------- | ---------- | ----------------------- |
| 《神州巨變與台灣風雲》                                     | 新境傳播公司        | 1989年12月 | ISBN                    |
| 《中國心香港情:黃毓民政論集》                              | 創建出版有限公司    | 1995年     | ISBN                    |
| 《毓民踢爆》                                               | 壹出版              | 1995年     | ISBN                    |
| 《黃毓民短打》 （页面存档备份，存于）                      | 壹出版              | 1996年     | ISBN 9789625771618      |
| 《近思隨寫錄》                                             | 《Cyber日報》出版社 | 2000年     | ISBN                    |
| 《歷史幾狼都有──十大帝王》                                 | 經濟日報出版社      | 2005年7月  | ISBN 978-962-6782-74-3  |
| 《歷史幾串都有──十大權臣》 （页面存档备份，存于）          | 天窗出版社          | 2006年7月  | ISBN 978-988-9910-38-9  |
| 《無所不為而有所不容》 （页面存档备份，存于）              | 次文化堂            | 2007年     | ISBN 978-962--992-196-5 |
| 《沒有抗爭哪有改變》 （页面存档备份，存于）                | 次文化堂            | 2008年     | ISBN 978-962--992-196-5 |
| 《毓民議壇搞事錄》                                         | 明報出版社          | 2009年8月  | ISBN 9789888026425      |
| 《歷史幾絕都有──十大敗家君王》                             | 明報出版社          | 2010年7月  | ISBN 978-988-8081-02-8  |
| 《人民最大──五區公投實錄》 （页面存档备份，存于）          | 明報出版社          | 2010年7月  | ISBN 9789888081011      |
| 《快樂政治》                                               | 普羅政治學苑        | 2012年7月  | ISBN 9789881649911      |
| 《偽民主派賣港實錄》 （页面存档备份，存于）                | 普羅政治學苑        | 2012年8月  | 選舉文宣                |
| 《予豈好辯哉 - 毓民議壇搞事錄續篇》 （页面存档备份，存于） | 普羅政治學苑        | 2012年12月 | ISBN 9789881649928      |
| 《我在法庭的自辯》                                         | 普羅政治學苑        | 2013年     | ISBN                    |
| 《本土‧民主‧反共－黃毓民政論集》                           | 普羅政治學苑        | 2014年7月  | ISBN                    |
| 《歷史幾「掯」都有－十大權傾天下的女人》                   | 普羅政治學苑        | 2015年7月  | ISBN                    |
| 《比橡皮圖章更不堪－香港立法機關崩壞實錄》                 | 普羅政治學苑        | 2015年7月  | ISBN 9789881649980      |
| 《公投制憲 香港維新》                                      | 普羅政治學苑        | 2016年7月  | ISBN                    |
| 《從議會抗爭到司法抗爭－－我在法庭的自辯之襲擊梁振英》     | 普羅政治學苑        | 2017年1月  | ISBN 9789887721307      |

## 主要論文
- 1989年 《北京在流血、香港在沸騰、台灣在那裏？》 [73]

## 註解
1. ↑  根據香港法例第382章《立法會（權力及特權）條例》，議員在立法會會議期間言論以及辯論不受法律約束，且不得在會外以及法院受到質疑，黃毓民作為立法會議員在會議上發表的言論受到法律保障，因此林鄭月娥以及其他人都不得就黃的言論提出訴訟。